# Loi marocaine no 42-10
Lire en ligne

pdf B.O. n° 5978

Au Maroc, la loi n° 42-10 est le texte législatif qui organise les juridictions de proximité et fixe leur compétence,.